# Ђорђе Марковић Кодер
Ђорђе Марковић Кодер (Сремска Митровица, 1806 — Нови Сад, 18/30. април 1891) био је српски песник и преводилац.

## Биографија
Имао је тридесет година кад је као правник, „јурат“, из Пеште 4. јуна 1836. упутио једно писмо Вуку које се и сад чува у Академији у Вуковој заоставштини и потресно нас подсећа на читав један прохујали свет. Обраћа се Марковић Вуку. — „Мужу, и српском филологу, и вкусноме српства Гласнику... „ молећи га за његово „мјеније, и строгу критику„ приложене алегорије на пра људи под називом, Љубов грлице к своме друту“. Вук је, заиста, после месец дана одговорио, пошто је, распитујући се, ко је и шта је, дознао да је нови писац учен човек и јак у страним језицима. Али шта му је одговорио не зна се. Марковић није могао одолети искушењу него је своје „дјелце“ нешто доцније штампао под промењеним насловом Сан грлице.
Марковић је Роморанку објавио двадесет и шест година после писма Вуку. Тих четврт столећа, између 1836. и 1862, он је пролутао светом, не само по Европи него и по оближњим деловима Азије и Африке, да не помињемо јужнословенске крајеве. Све те земље он је прешао пешице, од насеља до насеља, од конака до конака, надничећи или задржавајући се повремено по градовима где је налазио ефемерне службе да презими, да би га c пролећа након лутања опет ишао све даље и даље.
Његови савременици тврде да је говорио и писао мађарски, немачки, старогрчки, новогрчки, латински, француски, италијански, турски, арапски, персијски и јерменски. Ако се сме закључивати по именима које наводи на претпоследњој страни своје књиге, где помиње Њутна, Бекона, Шекспира, Лапласа, Хумболта и „Панчића травоука“, његово је знање било заиста пространо и разноврсно а његово дело испуњено и филозофијом и науком и поезијом.
Био је све и свашта у тим лутањима: чак и драгоман, конзуларни тумач у Цариграду. Затим је отишао у Анадолију. Беше „први Србин који је био на развалинама Троје... и који је онде записао своје име српски, ћирилицом, на рушевинама што се сада ископавају“. Походио је неколико пута јерменске и персијске крајеве и Африку све до пустиња и оаза. Увек апостолски и сиромашки.
C времена на време враћао би се у отаџбину и живео у Новом Саду или по Фрушкој гори. Тако је за млађих дана био једном и чиновник, преводилац код окружног суда у Новом Саду. Други пут је отворио школу борења најпре у Варадину, a затим у Темишвару, престоници тадашње Српске Војводине, где је било доста официра и „као вешт у мачевању ... учио је у томе и многе знамените у оно време људе“.
Из тих времена, нарочито у његовим младим и средњим годинама, савременици су га запамтили као великог оригинала, неку врсту „природног философа“, „гимнософисте“ и „прамудраца“, кога би „стари Јелини урачунали у своје мудраце да је живео у њихово доба“, јер је био „заправо Диоген у свачем“.
Надимак „Кодер“ (а то је швапски облик немачке речи Каter, мачак) Марковић је стекао зато што је волео скоруп.
Кодер је живео после објављивања Роморанке неких тридесет година. У сиротињи, по салашима, од туђе милости, али је за све то време стално читао, студирао, писао. Пред смрт је рекао лекару у болници да оставља двеста табака рукописа.
Кад је умирао, Ђорђе Марковић био је већ давно заборављен и у књижевним круговима и у Новом Саду у коме је велики део живота провео. Обична судбина људи који дуго живе, a нарочито уметника! A некада, o њему се говорило, писало, и он је на неки начин узбуђивао људе као први романтички песници и, као индијски јоги или грчки мудраци, јер се читав његов живот, свакодневно његово понашање, мисао, реч, дело, једном речи сваки његов гест одвајао од осталих људи, a ипак се није могло рећи да он припада јуродивима и умоболнима.